# Suaeda splendens
Suaeda splendens là loài thực vật có hoa thuộc họ Dền. Loài này được (Pourr.) Gren. & Godr. miêu tả khoa học đầu tiên năm 1855.